# Urofilia

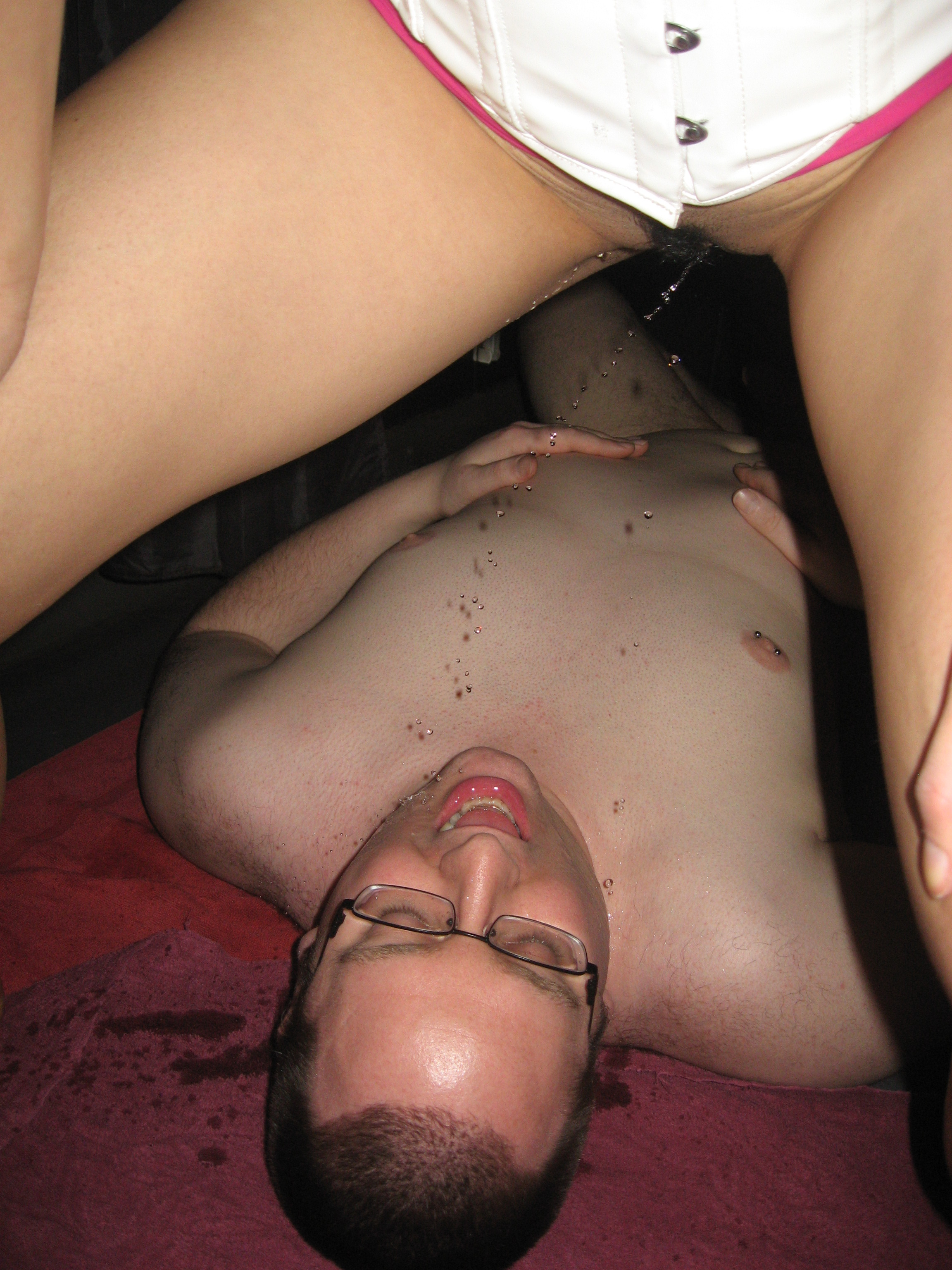
Kobieta oddająca mocz na mężczyznę

Urofilia – parafilia, w której kontakt z moczem partnera jest źródłem podniecenia seksualnego. Fetyszem może być oddawanie moczu na partnera, wąchanie go, dotykanie, oblewanie się nim, wydalenie do narządów płciowych czy odbytnicy. Najczęściej połączona z dominacją jednego partnera nad drugim. Urofilia ma rysy masochistyczne.
Potocznym określeniem na urofilię jest pissing (albo piss) – z języka angielskiego (piss – sikać).